# GSC3969-2230
GSC3969-2230 — хімічно пекулярна зоря спектрального класу A0, що має видиму зоряну величину в смузі V приблизно  9,9.

## Пекулярний хімічний склад
Зоряна атмосфера GSC3969-2230 має підвищений вміст 
Si
.